# Иосифинская метрика
Иосифинская метрика — комплекс актов 1785—1788 годов, регулирующий земельные отношения в Галиции, первый земельный кадастр (перепись и экономическая оценка земельных угодий), составленный в рамках реформ, которые проводил император «Священной римской империи германской нации» и австрийский государь Иосиф II.
Иосифинская метрика складывалась на основании патента (указа) Иосифа II от 12 апреля 1785 года, с целью упорядочения налогового законодательства Австрийского государства, в том числе Галиции, присоединенной согласно условиям Первого раздела Польши 1772 года, урегулирования земельных отношений и налоговой системы. По каждому населенному пункту отдельно Иосифинская метрика содержала: книгу поземельной прибыли (метрикальную книгу) — основной документ земельного кадастра, где фиксировались данные о владельце, площадь, категорию, прибыльность и другое, сведения о земельных угодьях; «штокинвентар» (хозяйственное описание помещичьего имения) и другие документы. Использовалась при рассмотрении споров, связанных с землевладением. Иосифинская метрика отражает развитие общественных отношений того времени, сельскохозяйственного и промышленного производства, экономическое развитие региона в целом в конце XVIII столетия. На основе Иосифинской метрики была создана Францисканская метрика — поздний земельном кадастр Галиции (1819—1820 годы).
Документы Иосифинской метрики хранятся в Центральном государственном историческом архиве Украины в городе Львове.